# Маврин (група)
„Маврин“, по-рано „Маврик“ (1997 – 2001) и „Сергей Маврин“ (2001 – 2009), е рок група в Москва, основана от китариста Сергей Маврин.

## История
Групата е основана на 21 май 1998 г. Първият албум на групата е „Скиталец“. Планирано е вокалист да е Валерий Кипелов, но поради неговите ангажименти с Ария фронтмен става Артур Беркут. Барабанист е Павел Чиняков. Записите на албума се проточват, тъй като Маврин трябва да записва едновременно китарите, баса и клавишните, а 2 седмици преди издаването на албума групата търси басист. В записите на „Скиталец“ се включва и Владимир Холстинин като гост-музикант. Следващият албум на Маврин е през 2000 г. и се казва „Неформат-1“. В него Сергей свири на всички инструменти, а вокал е Стас Викарт.
През 2001 групата е вече в нов състав – Артьом Стиров, Алексей Харков, Юрий Алексеев и Александър Карпухин. В този състав записват два албума – „Химический сон“ и „Одиночество“. В края на 2002 Сергей Маврин и Алексей Харков се присъединяват към група Кипелов и „Маврин“ остава на заден план. През 2004 групата издава „Запрещеная реалность“. Освен музиката, повечето от текстовете също са дело на Сергей Маврин. Албумът е положително оценен от феновете. През 2006 издават „Откровение“, а Сергей работи и върху самостоятелен албум, който е издаден на следващата година.
През 2010 излиза сингълът „Неформат-2“, в който присъства и песента „Дай руку мне“, написана от Маврин и Виталий Дубинин, когато Сергей е член на Ария. В записите на вокалите освен Стиров участват бившите вокалисти на групата Артур Беркут и Стас Викарт, както и самият Дубинин. През есента на 2010 е издаден и албумът „Моя свобода“. През 2012 групата издава „Противостояние“, определян като „мини-опера“ от Сергей Маврин. В записите участват Виталий Дубинин, Алексей Булгаков, Дмитрий Борисенков, Михаил Житняков и Артур Беркут.

## Албуми
- Скиталец – 1998
- Неформат 1 – 2000
- Химический сон – 2001
- Одиночество -	2002
- Запрещённая реальность – 2004
- Обратная сторона реальности (EP) – 2005
- Откровение – 2006
- Live – 2007
- Made in Питер (концертен) 2007
- Неформат 2(EP) – 2010
- Моя свобода – 2010
- Иллюзия (EP) -	2012
- Противостояние – 2012